# Ulrike Herrmann

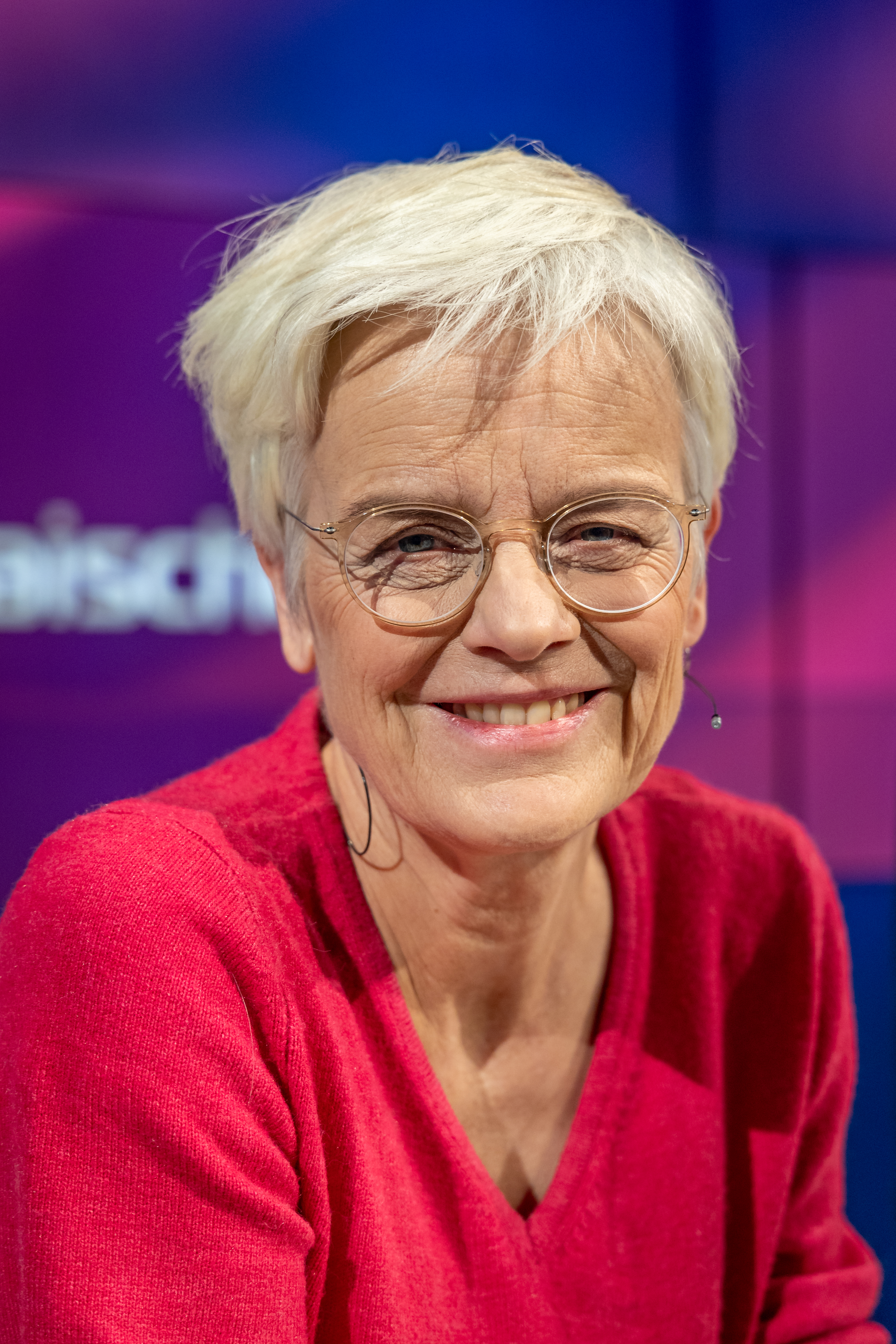
Ulrike Herrmann (2024)

Ulrike Herrmann (* 13. Januar 1964 in Hamburg) ist eine deutsche Journalistin und Publizistin.

## Leben und Berufsweg
Ulrike Herrmann wuchs als Tochter eines Chemieingenieurs und einer Hausfrau, die später studiert hat, in einer Reihenhaussiedlung im Hamburger Stadtteil Langenhorn auf, „in dem alle an den gesellschaftlichen Aufstieg glaubten“; sie sei ein typisches Kind der Mittelschicht gewesen. Dieses Herkunftsmilieu stellte sie 2010 in ihrer zweiten Publikation Hurra, wir dürfen zahlen. Der Selbstbetrug der Mittelschicht kritisch dar. Nach einer abgeschlossenen Lehre als Bankkauffrau bei der Bayerischen Vereinsbank absolvierte Herrmann die Henri-Nannen-Schule. Anschließend studierte sie Geschichtswissenschaft und Philosophie an der Freien Universität Berlin. Eine Tätigkeit als wissenschaftliche Mitarbeiterin bei der Körber-Stiftung und die Tätigkeit als Pressesprecherin der Hamburger Gleichstellungssenatorin Krista Sager schlossen sich an.
Seit 2000 ist Herrmann Redakteurin bei der taz. Dort war sie zunächst Leiterin der Meinungsredaktion und Parlamentskorrespondentin. Seit 2006 ist sie Wirtschaftskorrespondentin. Von 2008 bis 2014 gehörte sie auch zum Vorstand der taz-Verlagsgenossenschaft.
Herrmann nimmt häufig an politischen Diskussionen in Hörfunk und Fernsehen teil. Nachdem sie 2023 in der Gesprächsreihe Missverstehen Sie mich richtig! mit Gregor Gysi zu Gast war, trat sie seither in der Reihe zwei Mal vertretungsweise als Moderatorin auf.

## Mitgliedschaften
- Mitglied des Kuratoriums des deutschen AFS Interkulturelle Begegnungen e. V., mit dem sie als Schülerin ein Auslandsjahr in Kenia verbrachte.[6][7]
- Mitglied der Partei Bündnis 90/Die Grünen; 2021 kündigte sie an, ihre Mitgliedschaft ruhen zu lassen.[8]
- Von 1984 bis 1989 Mitglied der CDU.[7]

## Preise und Auszeichnungen
- 2015: Preis für Wirtschaftspublizistik der Keynes-Gesellschaft für ihre Beiträge in der taz
- 2019: Otto-Brenner-Preis Spezial „für ihren kritischen und pointierten Wirtschaftsjournalismus mit gutem Gespür für Sozialstaatlichkeit“[9]

## Publikationen
Herrmann publiziert seit 2008 zu sozialpolitischen und wirtschaftspolitischen Themen. Im Buch Älter werden, Neues wagen (2008), das sie zusammen mit Martina Wittneben verfasste, werden zwölf ältere Menschen porträtiert, die die üblichen Stereotype von Ruhestand widerlegen. In den nächsten Werken wandte sie sich wirtschaftspolitischen und historischen Themen zu.
In Hurra, wir dürfen zahlen (2010) stellte sie ihre Auffassung dar, dass die Mittelschicht sich selbst dünkelhaft als Teil der privilegierten und sozial abgeschotteten Elite sehe. Sie verbünde sich mit der Oberschicht gegen die Unterschicht, in die sie selbst abzugleiten drohe. Dieser „Selbstbetrug“ der Mittelschicht in Deutschland hinsichtlich ihrer Rolle in der Gesellschaft werde durch Lobbyisten und Medien gefördert.
Der Sieg des Kapitals (2013) analysiert insbesondere die historischen Wurzeln des Kapitalismus. Als Ergebnis bestimmter Entwicklungsbedingungen sei er ein geschichtliches Phänomen und damit prinzipiell vergänglich. Sie grenzt in ihrer Analyse die Begriffe Markt, Geld und Kapital streng voneinander ab, da aus ihrer Vermischung oder Verwechslung gravierende Missverständnisse entstanden seien.
Dass die neoklassische Lehre der Ökonomie zu einem quasi-religiösen Dogma geworden sei, ist die These ihres Buches Kein Kapitalismus ist auch keine Lösung (2016). Dogmatisch sei auch die Verdrängung der wirklichen Klassiker: Diese würden als „überholt“ verworfen und nicht mehr gelehrt. „Die heutige Ökonomie tut so, als wären Smith, Marx und Keynes gestrig – dabei halten sie sich selbst im Vorgestern auf.“ Die modernen mathematischen Modelle der Wirtschaftslehre würden so konstruiert, als bestünde die Wirtschaft nur aus Tauschhandel und als hätte es die Industrialisierung nie gegeben.
In ihrem Bestseller Deutschland, ein Wirtschaftsmärchen (2019) dekonstruiert sie die ihrer Auffassung nach legendenhafte Darstellung des Wirtschaftswunders und der sozialen Marktwirtschaft, die bis heute in wirtschaftlichen Fehlhaltungen wie der Exportorientierung und der restriktiven Geldpolitik nachwirke.
Im 2022 erschienenen Buch Das Ende des Kapitalismus – Warum Wachstum und Klimaschutz nicht vereinbar sind und wie wir in Zukunft leben werden verficht Herrmann die These, dass die zur Bekämpfung der Klimakrise notwendige ökologische Kreislaufwirtschaft nur durch ein Schrumpfen der Wirtschaft erreichbar sei. Dies bedeute ein Ende des Kapitalismus. Auf der Suche nach Beschreibungen, wie dies zu erreichen sei, fand sie lediglich in der britischen Kriegswirtschaft ab 1940 ein historisches Vorbild der geordneten Schrumpfung durch Rationierung. In ihrer Idee einer „Überlebenswirtschaft“ solle der Staat festlegen, was produziert werden kann, und die Güter verteilen. Vielleicht gebe es eine ökologisch verträgliche, demokratisch kontrollierte Version aus Marktwirtschaft und staatlicher Zuteilung, um die Konsumeinschränkungen zu planen, die nach Herrmanns Ansicht wegen der Klimakrise bevorstünden. Weniger Konsum sei die einzig logische Antwort auf die Klimafrage.

## Schriften
- Älter werden, Neues wagen: Zwölf Porträts. Mit Martina Wittneben. Ed. Körber-Stiftung, Hamburg 2008, ISBN 978-3-89684-069-1.
- Hurra, wir dürfen zahlen. Der Selbstbetrug der Mittelschicht. Westend Verlag. Frankfurt am Main 2010, ISBN 978-3-938060-45-2; 5. Auflage 2012. Piper, München 2012, ISBN 978-3-492-26485-3.
- Der Sieg des Kapitals. Wie der Reichtum in die Welt kam. Die Geschichte von Wachstum, Geld und Krisen. Westend Verlag, Frankfurt am Main 2013, ISBN 978-3-86489-044-4, Piper, München 2015, ISBN 978-3-492-30568-6.
- Kein Kapitalismus ist auch keine Lösung. Die Krise der heutigen Ökonomie oder Was wir von Smith, Marx und Keynes lernen können. Westend Verlag, Frankfurt am Main 2016, ISBN 978-3-86489-141-0.
- Deutschland, ein Wirtschaftsmärchen. Warum es kein Wunder ist, dass wir reich geworden sind. Westend Verlag, Frankfurt am Main 2019, ISBN 978-3-86489-263-9.
- Das Ende des Kapitalismus: Warum Wachstum und Klimaschutz nicht vereinbar sind – und wie wir in Zukunft leben werden, Kiepenheuer & Witsch, Köln 2022, ISBN 978-3-462-00255-3.